# Igreja Católica na Gâmbia
A Igreja Católica na Gâmbia é parte da Igreja Católica universal, em comunhão com a liderança espiritual do Papa, em Roma, e da Santa Sé. O país goza de uma convivência pacífica entre suas comunidades religiosas, notadamente entre cristãos e muçulmanos, chegando a ser considerada nos meios religiosos como um exemplo a ser seguido nesse quesito.

## História
O cristianismo chegou à Gâmbia com marinheiros portugueses em 1456, quando navegaram Rio Gâmbia acima e aterrissaram na Ilha James, porém com pouco êxito, já que houve também a chegada de missionários protestantes, os quais obtiveram mais seguidores. Em 1849, chegam novos missionários da Congregação do Espírito Santo (conhecida como ordem dos espiritanos), de origem francesa, porém no começo do século XX, também chegaram missionários irlandeses, já que haveria a facilidade de que irlandeses e gambianos falam o mesmo idioma — o inglês. O fundador dos espiritanos também se envolveu na missão, especialmente no que dizia respeito aos escravos que eram libertados das Índias Ocidentais e da América, com a abolição da escravatura. Esses escravos deram um novo impulso à religião. Apesar disso, o catolicismo só teve uma verdadeira alavanca em 1905. Em 1931, foi criado o Vicariato Apostólico da Senegâmbia, separou a hierarquia católica da Gâmbia e do Senegal. Em 1950, a população católica chegava a pouco mais de 3.000. Em 1951, o Vicariato foi elevado à Prefeitura Apostólica de Bathurst, e em 1957, à Diocese de Bathurst.

## Atualmente
Historicamente, Gâmbia goza de uma convivência pacífica entre suas comunidades religiosas, notadamente entre cristãos e muçulmanos, chegando a ser considerada nos meios religiosos como um exemplo a ser seguido nesse quesito. Além das principais celebrações muçulmanas, as festas cristãs do Natal, Sexta-feira Santa e Segunda-feira de Páscoa são celebradas. Há o chamado Grupo Inter-religioso para o Diálogo e a Paz, que inclui muçulmanos, cristãos e bahá’ís, e que se reúne regularmente para discutir questões importantes para todas as comunidades religiosas na Gâmbia, em particular a coexistência pacífica. Durante uma reunião em 2001, o Papa São João Paulo II encorajou o novo núncio de Gâmbia no Vaticano a "tomar decisões corajosas que levarão as pessoas ao caminho da paz", em referência aos esforços gambianos para mediar a violência no vizinho Senegal.

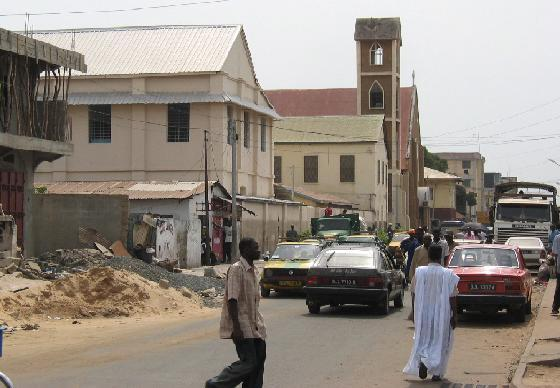
Catedral de Nossa Senhora da Assunção.

Em entrevista à Zenit, Dom Robert Ellison, bispo de Banjul, relata que é comum a conversão de jovens muçulmanos em missões à comunidades rurais, os quais conseguem autorização para serem batizados, mas assim que deixam o colégio e voltam à sua própria aldeia e às suas comunidades, voltam quase automaticamente à sua fé muçulmana, devido à pressão social. Ele também informou que em 2010, havia quase 20 sacerdotes gambianos e havia 4 ou 5 missionários irlandeses prestes a se aposentar.
Em 17 de novembro de 2014, o Ministério do Ensino Básico e Secundário ordenou o fechamento de duas escolas cristãs porque não tinham no programa nenhuma disciplina relacionada com o Islã.
Em 2015, houve crescimento da tensão no país após o então presidente, Yahya Jammeh, declarar o país como uma "república islâmica", sendo que até então o estado declarava-se como secular. Os muçulmanos representam cerca de 90% da população do país. "Em linha com a identidade e os valores religiosos do país, eu proclamo a Gâmbia um Estado islâmico. A Gâmbia não pode se dar ao luxo de dar continuidade ao legado colonial", disse Jammeh. A nação conquistou a independência do Reino Unido em 1965. Apesar de ter prometido respeitar o cristianismo, o ano de 2016 começou com um decreto presidencial exigindo que mulheres no funcionalismo público usassem véus, independentemente da religião que seguissem. A polêmica fez com que o governo voltasse atrás. "A conversão de Gâmbia foi uma tentativa desesperada de Jammeh de se manter no poder. Queria agradar aos países islâmicos porque sabia que, sem dinheiro, não poderia continuar governando", afirmou Baba G. Jallow, historiador da Universidade La Salle, nos Estados Unidos. A adoção da Sharia no código civil também significaria proibir a venda de álcool, o que afetaria o turismo de um país em que a principal empresa nacional é uma cervejaria. Hamat Bah, do partido de oposição Reconciliação Nacional, criticou a decisão. "Há uma cláusula constitucional que diz que a Gâmbia é um Estado secular. Não se pode fazer uma declaração como essa sem passar por um referendo.", disse.
Em janeiro de 2017, o novo Presidente, Adama Barrow, revogou a decisão do seu antecessor, transformando novamente a Gâmbia em um estado secular. Durante a elaboração da nova Constituição pós-Jammeh,os membros do Conselho Cristão da Gâmbia (que representam as Igrejas Católica, Anglicana e Metodista) exigiram que a nova Constituição incorporasse as palavras "Estado laico". Os incidentes religiosos caíram a zero após a chega do novo presidente. Barrow anunciou planos para a construção de 60 mesquitas no país, e foi criticado pela escolha de uma religião acima das outras.

## Organização territorial
A Gâmbia é formada por uma única diocese, que cobre todo seu território, a Diocese de Banjul. Em Banjul, capital do país, fica a Catedral de Nossa Senhora da Assunção. Há também a Eparquia da Anunciação de Ibadan, sediada na Nigéria e presente em diversos países africanos, incluindo a Gâmbia, e é voltada para os fiéis católicos que seguem o rito maronita.

## Conferência Episcopal
A Conferência Interterritorial do Bispos Católicos da Gâmbia e de Serra Leoa é a reunião dos bispos católicos da Gâmbia e de Serra Leoa, e foi criada no ano 1971.

## Nunciatura Apostólica
A Delegação Apostólica do Gabão foi criada em 1975, e elevada a nunciatura apostólica em 25 de agosto de 1979.

## Visitas Papais
O país foi visitado por São João Paulo II em 1992, juntamente com outros países: Guiné e Senegal.

## Santos

### Beatos
- Ana Maria Javouhey[19]